# Guldenbergspoort

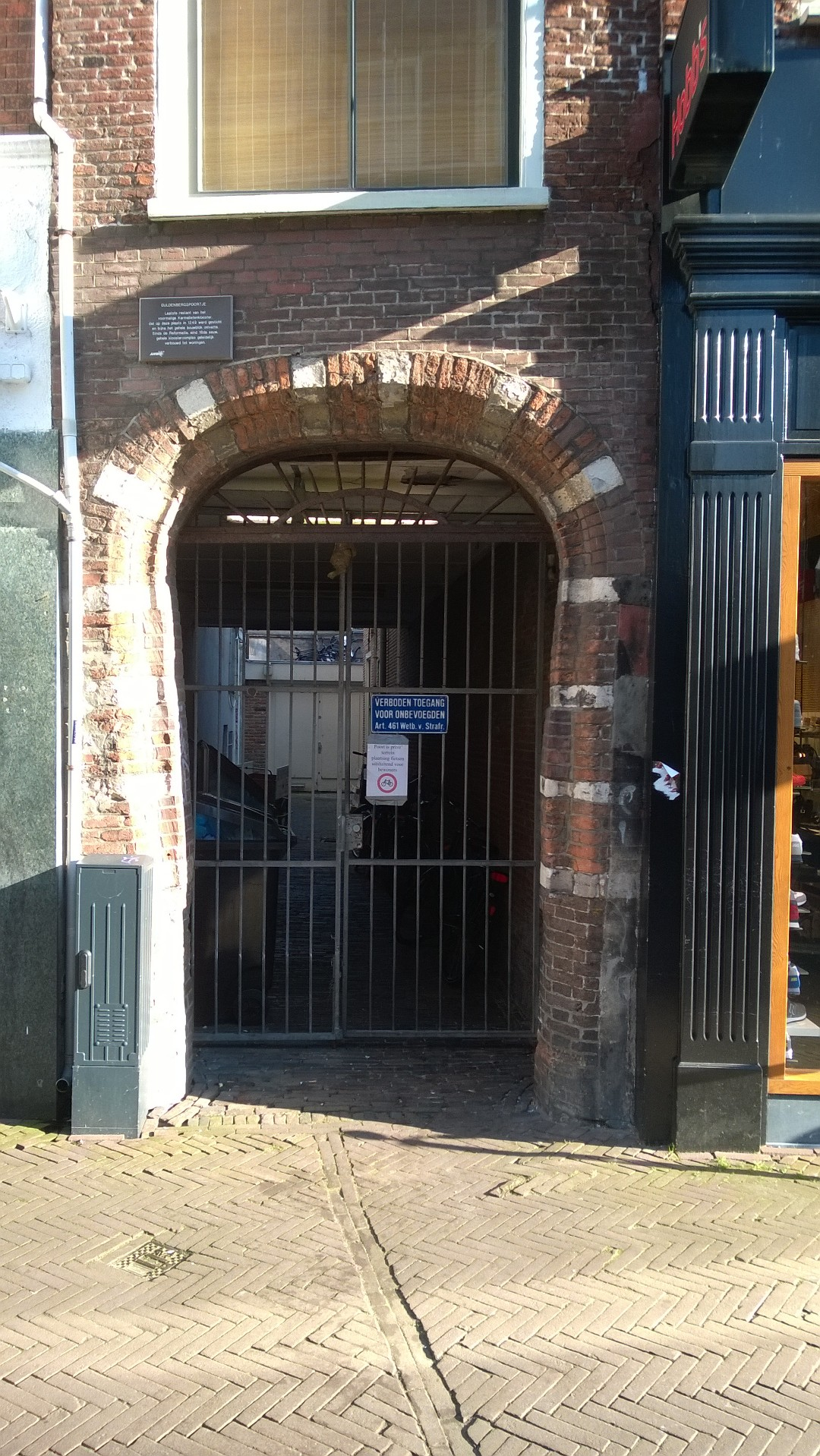

De Guldenbergspoort ter hoogte van de Grote Houtstraat 9 in Haarlem was de toegangspoort tot het voormalig Carmelietenklooster, dat heeft bestaan van 1249 tot 1578.
Het kloostercomplex besloeg grotendeels een gebied ter grootte van het huizenblok begrensd door de Grote Houtstraat, de Anegang, de Warmoesstraat en de Spekstraat. Op de hoek van de Spekstraat en de Warmoesstraat stond de "Oude Vleeschhal", deze maakte geen onderdeel uit van het kloostercomplex.